# Радио Ислам
Радио Ислам — антисионистский и антисемитский шведский радиоканал, а с 1996 года — веб-сайт. Публикуется на 22-х языках, включая русский.

## История
В сентябре 1973 года Ахмед Рами, бывший марокканский офицер, приехал в Швецию из Парижа и получил политическое убежище (за предположительное участие в неудачной попытке государственного переворота против короля Хасана II в августе 1972 года. В 1987 году Ахмед Рами начал выступать на шведской радиостанции в передаче «Радио Ислам» для связей с общественностью в программе для мусульман Швеции.
Передачи «Радио Ислам» по шведскому радио продолжались более двух лет, прежде чем канцлер юстиции Ханс Старк по материалам, присланным ему «Шведским комитетом против антисемитизма», инициировал в отделе по делам о свободе печати стокгольмского городского суда дело по обвинению Ахмеда Рами в разжигании ненависти против группы населения согласно закону, принятому в 1948 году. В ноябре 1989 года в процессе, который длился почти три месяца, Ахмед Рами был признан виновным и приговорен к 6 месяцам тюремного заключения; в октябре 1990 года Верховный суд Швеции отклонил кассационную жалобу Рами и подтвердил приговор.
Радиостанция «Радио Ислам» была закрыта на год. В сентябре-октябре 1992 г. в стокгольмском городском суде состоялся третий процесс против «Радио Ислам». Давид Янсон, который официально числился ответственным редактором передач, был приговорен к четырём месяцам тюрьмы. Лицензия на право вещания «Радио Ислам» была отменена на год.
Станция возобновила вещание в 1991 году, затем «Радио Ислам» оставил эфир с 1993 до 1995, а в 1996 Рами создал веб-сайт «Радио Ислам». Рами был вновь осуждён и оштрафован шведским судом в октябре 2000 года.

## Направленность
Девиз сайта «Нет ненависти, нет насилию» (англ.  "No hate, no violence")
Создатели сайта утверждают, что их цель — «бороться с еврейским расизмом и сионистской идеологией» и провозглашают, что «Радио Ислам объединяет всех, кто … хочет бороться с расовой ненавистью, пропагандой, угнетением, исторической ложью и интеллектуальным террором сионистов».
Специалисты оценивают сайт как ультраправый, антисемитский и ксенофобский, сравнивая его с нацистской пропагандой. Такие оценки приводятся в материалах «Европейского центра мониторинга расизма и ксенофобии», Southern Poverty Law Center, «Института Стефана Рота», Антидиффамационной лиги и других.
Председатель комитета по борьбе с антисемитизмом и депутат шведского парламента Хокан Холмберг утверждал, что:

«Радио Ислам» Ахмеда Рами — этот рупор ненависти к евреям, то есть инструмент открытой антисемитской и нацистской пропаганды, ещё не замолчало. Несмотря на перспективу тюремного заключения, Ахмед Рами остаётся невозмутимым в уверенности, что он все ещё в состоянии управлять шведским законом и шведскими демократическими ценностями и рад, что ему удалось в течение четырёх лет эксплуатировать шведское радио, через которое он транслировал свою ненависть к евреям.Оригинальный текст (швед.)“Den megafon för judehets, dvs grov och ohöljd antisemitisk och nazistisk propaganda, som Ahmed Rami, Radio Islam, utgör i Sverige har inte tystnat. Ahmed Rami sitter i orubbat bo, lycklig över att han trots åtal och fängelsedom ännu kan manipulera svensk lagstiftning och svenska demokratiska värden, tacksam över att han under fyra års tid kunnat utnyttja svensk radio för sitt judehatande budskap

Шведский суд при вынесении приговора в 1989 году отметил, что программы «Радио Ислам» очень напоминают антисемитскую пропаганду Третьего
Рейха.

## Отрицание Холокоста
Радио Ислам утверждает, что большинство тех, кто умер в немецких концлагерях, были неевреями и умерли от тифа. По мнению редакции, в лагерях погибло гораздо меньше людей, чем считается в современном научном мейнстриме. Сайт утверждает, что многие на Западе в целом согласны с последними утверждениями о «так называемом Холокосте» без каких-либо замечаний, словно они являются «божественной истиной».
Сайт критикует широкую общественность за толерантное отношение к критике политических ошибок власти, но нетерпимость к отрицанию существования Холокоста. Редакция утверждает, что в целом Холокост был сфабрикован сионистами, как повод для создания израильского государства.
Радио Ислам также принижает значение Холокоста, утверждая, что евреи не выделялись для любого специального наказания, и что их смерти следует рассматривать подобно как любые другие жертвы нацистов. Они утверждают, что количество людей, погибших во время Холокоста было в действительности около 240 тысяч. Радио Ислам также отрицает существование газовых камер и утверждает, что нацисты использовали кремацию трупов только в отношении жертв тифа и других инфекционных заболеваний, как средство профилактики эпидемии.
Радио Ислам утверждает, что его позицию поддерживают «многие ученые и историки», ссылаясь на ряд отрицателей Холокоста, в частности Артура Батца, Поля Рассинье и Робера Фориссона.